# 魏清泰
魏清泰（? - 乾隆16年（1751年））は、正黄旗包衣管領の役人であり、清の乾隆帝の孝儀純皇后の父、すなわち嘉慶帝の外祖父である。
もとは内管領を務めていた。娘の魏氏は乾隆帝の初年、後宮に入り、後に孝儀純皇后となった。乾隆13年（1748年）、魏清泰は、すでに崩じた孝賢皇后の供物台に供える饅頭（餑餑）の準備を担当していたが、これをずっと引き延ばして備えず、「供饅頭の遅延」によって処罰された。当時、彼には「加四級（四階級の加増）」の官位が与えられていたが、そのうち二級分を剥奪することで罰とされ、結果的に二級降格となった。
乾隆16年（1751年）、娘の恩恵によって、魏清泰の一家は所属していた包衣（下級旗人）牛録（基礎的な編制単位）から抜け出し、後に「抬旗（身分昇格）」によって満洲鑲黄旗に編入された。
嘉慶元年4月、外孫の嘉慶帝の即位により、魏清泰は三等承恩公（恩賞を受けた公爵の一種）に追封され、妻の楊佳氏も一品夫人（第一等の位階を持つ貴婦人）に追贈された。

## 家系
魏氏一族の始祖は清泰の高祖父綬恩である。
```
「綬恩は正黄旗包衣管領下の者であり、代々
瀋陽
の地に居住していた。入仕の年は不詳。曾孫の五十一はもと
内務府総管
を務めていた。元孫（孫の子）の清泰は現在、
内管領
を務め、清寧は現在、六品官であり、玉保住はもと庫掌（倉庫管理官）を務めていた。四世孫の吉慶は現在、筆帖式である。」（『八旗満洲氏族通譜』巻74より）
```

- 高祖父：魏綬恩
  - 曾祖父：魏氏（詳細不明）
    - 祖父：魏嗣興（護軍校）
      - 父：武士宜（別名：五十一）、内務府大臣・総管
        - 魏清泰
        - 妻：楊佳氏（雍正年間に宣冊（冊封儀礼）を担当した女官）
          - 娘：孝儀純皇后魏佳氏（嘉慶帝の生母）
          - 息子：和邦額、英敏、徳保、徳馨（いずれも佐領職）
            - 孫：桂林（徳馨の子、佐領）
              - 曾孫：花沙布（桂林の子、三等承恩公、副都統、佐領）

## 登場作品
- 瓔珞〜紫禁城に燃ゆる逆襲の王妃〜（2018年、中国、演：沈保平）

## 伝記資料
- 『清史稿』